# Douglas Morton Dunlop
Douglas Morton Dunlop (1909 – Cambridge, 1987) è stato un islamista e storico britannico.

## Gioventù e studi
Nato nel Regno Unito, Dunlop studiò nell'Università di Bonn e nell'Università di Oxford, sotto la guida di Paul Ernst Kahle (1875–1964). Le sue ricerche hanno influenzato studiosi quali Zeki Validi Togan, Mikhail Artamonov e George Vernadsky.

## Carriera
Negli anni cinquanta e Sessanta, Dunlop è stato professore nella Columbia University di New York.  Il suo lavoro sui Cazari e il loro Khaganato e il dominio delle lingue necessarie a tali ricerche (arabo, cinese, greco-bizantino e ebraico) lo impose all'attenzione e alla stima dei colleghi a livello internazionale.

### Opere
- "The Arabic Tradition of the Summa Alexandrinorum", in Archives d'histoire doctrinale et littéraire du moyen âge, 1982.
- Arab civilization to A.D. 1500,  London, Longman, 1971.
- Arab civilization to A.D. 1500, New York, Praeger, 1971.
- The History of the Jewish Khazars, New York: Schocken Books, 1967.
- "The Khazars", The Dark Ages: Jews in Christian Europe, 711–1096. 1966.
- "The Translations of al-Bitrîq and Yahyâ (Yuhannâ) b. al-Bitrîq", in Journal of the Royal Asiatic Society of Great Britain and Ireland, 1959
- Dunlop, Douglas M., (1957) "Sources of Gold and Silver in Islam according to al-Hamdani (C 10th)", in Studia islamica.
- "Philosophical Predecessors and Contemporaries of Ibn Bâjja", in The Islamic Quarterly, 1955.
- "Aspects of the Khazar Problem", in Transactions of the Glasgow University Oriental Society, 1951.
- "Ibn Bajjah's 'Tadbîru l-Mutawahhid'", in Journal of the Royal Asiatic Society of Great Britain & Ireland, 1945.
- "The Karaits of East Asia", in Bulletin of the School of Oriental and African Studies, University of London, 1944.
- "Muḥammad b. Mūsā al-Khwārizmī", in Journal of the Royal Asiatic Society of Great Britain & Ireland, 1943.
- "The Dhunnunids of Toledo", in Journal of the Royal Asiatic Society of Great Britain & Ireland, 1942.

### Traduzioni
- Abu Ma'shar al-Balkhi, Ja'far Ibn Muhammad, (1971) The Mudhâkarât fî 'Ilm al-Nujûm (Dialogues on Astrology) Attributed to Abû Ma'shar al Balkhî (Albumasar) (Book Chapter in Iran and Islam: in memory of the late Vladimir Minorsky )
- al-Farabi, Abu Nasr Mohammad Ibn al-Farakh, (1961) Fusul al-Madani: Aphorisms of the Statesman, Cambridge, Cambridge University Press.
- al-Farabi, Abu Nasr Mohammad Ibn al-Farakh, (1959) "Al-Farabi's Paraphrase of the Categories of Aristotle [Part 2]". The Islamic quarterly, pp. 21–54
- al-Farabi, Abu Nasr Mohammad Ibn al-Farakh, (1957) "Al-Farabi's Paraphrase of the Categories of Aristotle [Part 1]", The Islamic quarterly, pp. 168–197
- al-Farabi, Abu Nasr Mohammad Ibn al-Farakh, (1956) "Al-Farabi's Introductory Risalah on Logic", The Islamic quarterly, pp. 224–235
- al-Farabi, Abu Nasr Mohammad Ibn al-Farakh, (1956) "Al-Farabi's Eisagoge", The Islamic quarterly. pp. 117–138
- al-Farabi, Abu Nasr Mohammad Ibn al-Farakh, (1955) "Al-Farabi's Introductory Sections on Logic", The Islamic quarterly, pp. 264–282
- al-Farabi, Abu Nasr Mohammad Ibn al-Farakh, (1952) "Al-Farabi's Aphorisms of the Statesman" (Journal Article in Iraq, London), pp. 93–117
- al-Farabi, Abu Nasr Mohammad Ibn al-Farakh, (1951) "The Existence and Definition of Philosophy / From an Arabic text ascribed to al-Farabi" (Journal Article in Iraq, London, pp. 76–93)